# Бертјевил (Квебек)
Бертјевил (фр. Berthierville) је град у Канади у покрајини Квебек. Према резултатима пописа 2011. у граду је живело 4.091 становника.

## Становништво
Према резултатима пописа становништва из 2011. у граду је живело 4.091 становника, што је за 2,1% више у односу на попис из 2006. када је регистровано 4.007 житеља.
| 2006. | 2011. |
| ----- | ----- |
| 4.007 | 4.091 |